# Albuquerque (U-Boot)
Die USS Albuquerque (SSN-706) war ein Jagd-U-Boot (SSN) der Los-Angeles-Klasse und war das zweite Schiff der United States Navy, das nach Albuquerque benannt war, der Hauptstadt des US-Bundesstaats New Mexico.

## Geschichte
Der Bauauftrag ging an die Werft Electric Boat der Firma General Dynamics, Kiellegung war am 27. Dezember 1979. Die Schiffstaufe wurde am 13. März 1982 durch Nancy L. Domenici durchgeführt. Gegen Ende des Jahres 1983 erlangte die Albuquerque ihre Operationsfähigkeit, nachdem sie ausgiebige Tests, Prüfungen, Inspektionen und Zertifizierungen durchlaufen hatte.
Anfang 1984 kam sie erneut zur Nachkontrolle in die Werft von EB, um am 15. März wieder in See zu stechen. Im Mai wurde sie zur Florida-Küste beordert zu abschließenden Waffentests und zur Teilnahme an einer sommerlichen Flottenübung und einem Midshipmen-Ausbildungskurs. Im August begann die Albuquerque mit regulärem Dienst (Standardoperationen) von ihrem Heimathafen aus. Bis zum Ende des Jahres war sie im Atlantikdienst, um im Dezember kleinere Reparaturen und Wartungen bei Electric Boat ausführen zu lassen.
1985 begann das Boot mit Sonarübungen und weiterem Waffentraining in ihrem angestammten Operationsgebiet bis Mitte Juni auf hoher See. Anschließend wurde sie wieder vor die Küste Floridas beordert, um als Schulschiff für Kommandeurs-Aspiranten zu fungieren. Bis Dezember führte sie dann wieder Standarddienst von ihrem Heimathafen aus.
Am 14. Januar 1986 ging die Albuquerque für eine zweimonatige Wartung zu Electric Boat. Im März wechselte das Schiff zwischen Standarddienst und Instandhaltung. Zwischen dem 19. Mai und dem 14. September besuchte die Albuquerque mehrere Häfen in Schottland. Vom 4. November bis 7. Dezember nahm sie an Flottenübungen teil und anschließend bis Mitte Dezember an einem ASW-Training.
Am Abend des 17. Juli 1996 operierte die Albuquerque im Seegebiet um Long Island, New York, ein Zusammenhang mit dem Absturz dem Trans-World-Airlines-Flug 800 wurde von der Navy aber offiziell bestritten.
1999 nahm die Albuquerque an einem sechsmonatigen Turn im Mittelmeer zusammen mit dem Kampfverband um die Theodore Roosevelt teil. Während dieses Einsatzes feuerte sie zehn Tomahawk-Marschflugkörper auf serbisch kontrollierte Ziele in Jugoslawien. Dabei zeichnete sich das U-Boot so sehr aus, dass es den Spitznamen Sure Shooter (Sicherer Schütze) vom Verband erwarb. Während dieses Einsatzes besuchte es außerdem verschiedene Häfen, wie Neapel, La Maddalena, und Toulon.
Während ihrer ersten Reaktorauffüllung (Engineered Refueling Overhaul), die 22 Monate dauerte, wurden die Wartungsarbeiten als die effizientesten und schnellsten Arbeiten ausgezeichnet, die je an einem Atom-U-Boot ausgeführt wurden.
Während dieser Phase wurde der „Skipper“ (Kommandant) Burroughs von Commander Stuart Munch abgelöst. Nach einer Generalüberholung in der Portsmouth Naval Shipyard in Kittery wurde die Albuquerque Ende 2003 wieder nach Groton zurückbeordert.
Vom 13. Oktober 2004 bis 12. April 2005 operierte das Boot als Teil der Trägerkampfgruppe um die Harry S. Truman. Dabei legte sie in Häfen Schottlands, Portugals, Bahrains, der Seychellen und auf Kreta an. Während dieses Einsatzes erlangte die Einheit den Squadron 2 Battle Efficiency Award for 2004 (Effizienzauszeichnung der 2. Schwadron 2004). Danach wurde die Albuquerque wieder nach Groton zurückbeordert, um als Teil der Submarine Force U.S. Atlantic Fleet-Submarine Group 2 (U-Boot-Gruppe 2) wieder Standarddienst aufzunehmen.
Im Juli 2005 desertierte der Feuerleitunteroffizier (Petty Officer Third Class) Ariel Weinmann, wurde aber im August 2006 inhaftiert. Laut Anklage soll er vertrauliche und geheime Informationen an Kontaktleute ausländischer Mächte im März 2005, im Oktober 2005 in Wien und im März 2005 in Mexiko weitergegeben haben.
2009 wurde die Albuquerque aus der Naval Submarine Base New London im Atlantik in die Naval Base Point Loma, San Diego verlegt. Dies geschah im Rahmen des Plans, 60 % der U-Boot-Flotte im Pazifik zu beheimaten. Am 27. Februar 2017 wurde die USS Albuquerque in Washington beim Keyport Undersea Museum außer Dienst gestellt.